# Rechtsstaat (Schweiz)
Die Rechtsstaatlichkeit ist ein Strukturprinzip der Schweizer Staatsordnung. Wenngleich eine abschliessende Definition des Rechtsstaates nicht möglich ist, lassen sich Teilgehalte bestimmen. Zu den Kernelementen der Rechtsstaatlichkeit gehört, dass die Ausübung der Staatsgewalt an das Recht (Legalitätsprinzip) gebunden ist, ihr Handeln vor unabhängigen Gerichten angefochten werden kann, die Staatsmacht auf verschiedene Organe verteilt ist (Gewaltenteilung) und Grundrechte existieren, die fundamentale Ausprägungen des menschlichen Daseins schützen und deswegen eines besonderen Schutzes bedürfen. Anhand dieses Massstabs ist die Rechtsstaatlichkeit umfassend verwirklicht. Die Schweiz kennt indes keine Verfassungsgerichtsbarkeit gegenüber Akten des Bundesparlaments und der -regierung – ein in vielen anderen Staaten konstitutives Element des Rechtsstaats. Das lässt sich auf das schweizerische Verständnis von Gewaltenteilung zurückführen, das nicht die gegenseitige Hemmung der Staatsorgane (Checks and Balances), sondern die personelle und organisatorische Trennung betont und dabei von einer Überordnung des Parlaments ausgeht. Bei den Grundrechten vermochte der Europäische Gerichtshof für Menschenrechte (EGMR) diese Lücke im Rechtsschutz zumindest teilweise zu schliessen. Darüber hinaus verfügt das Volk über direktdemokratische Mitwirkungsrechte (fakultatives Referendum, Volksinitiative), mit denen es Einfluss auf die Rechtsetzung nehmen kann. Trotz dieser Unterschiede deckt sich die schweizerische Vorstellung des Rechtsstaats mit jener der meisten Staaten Westeuropas.
Die niedergeschriebenen Grundrechte bleiben wirkungslos, wenn ihre Verletzung nicht angefochten werden kann. Für den Rechtsschutz ist jedoch nicht nur relevant, ob ausreichend Rechtsmittel ergriffen werden können; die Ausgestaltung der Verfahren ist für die Korrektheit des Ergebnisses und die Akzeptanz (Legitimität) der Rechtsunterworfenen von grösster Bedeutung. Deswegen werden in der Schweizer Bundesverfassung Verfahrensrechte verbrieft, die Grundrechtsrang besitzen.
Das eine Hauptanliegen des Rechtsstaats ist die Verhinderung von Willkürherrschaft, was durch Bindung an das Recht, Gewaltenteilung, gerichtlichen Rechtsschutz und Verfahrensgarantien in der Schweiz erreicht wird. Der Rechtsstaat leitet seine Daseinsberechtigung aber auch aus dem Schutz individueller Rechte ab. Die Schweizer Bundesverfassung enthält deswegen einen Katalog von Grundrechten, die für alle Rechtsanwender unmittelbar verbindlich sind und auf die sich der Einzelne direkt berufen kann. Die Grundrechte schützen in erster Linie Ausformungen der menschlichen Existenz, die der Staat nur unter eng definierten Voraussetzungen (Art. 36 BV) einschränken darf. In schwächerem Ausmass enthalten sie Verpflichtungen für den Staat, aktiv zur Verwirklichung der menschlichen Freiheit und Unversehrtheit beizutragen.
Die Rechtsstaatlichkeit hatte in der Schweiz lange Zeit eine untergeordnete Bedeutung. In der Alten Eidgenossenschaft war das Staatswesen, sofern man überhaupt von einem Staat sprechen möchte, sehr dezentralisiert und die Unterschiede zwischen den Kantonen entsprechend gross. Grundrechte existierten kaum, genauso wenig wie Rechtsschutz gegenüber staatlichen Akten. Diese Defizite wurden bis Ende des 19. Jahrhunderts nur sehr langsam abgebaut. Eine Ausnahme bildete die fünf Jahre andauernde Helvetik (1798–1803), als die Schweiz ein französischer Vasallenstaat war. Die helvetische Regierung stärkte die Grundrechte und die Gerichtsbarkeit in Zivil- und Strafsachen. Gegen staatliche Eingriffe in die persönliche Freiheit konnte weiterhin nicht vorgegangen werden. Auch die Bundesverfassung von 1848 legte das Augenmerk auf Errichtung eines einheitlichen, konkurrenzfähigen Wirtschaftsraums. Ein wichtiger Schritt hin zur Rechtsstaatlichkeit war die Stärkung des Bundesgerichts 1874, das während der nächsten hundert Jahre die verfassungsrechtlichen Lücken durch eine schöpferische Rechtsprechung füllte. Nicht zuletzt wegen der Rechtsprechung des EGMR führte die Schweiz eine Rechtsweggarantie ein, die später noch ausgebaut wurde (Art. 29a BV). Ein gewichtiger Mangel des Rechtsstaats blieb aber dennoch bestehen: Die politischen Kräfte in der Schweiz sträubten sich gegen die Einführung einer Verwaltungsgerichtsbarkeit (gerichtliche Kontrolle von Verwaltungsakten) bis Ende des 20. Jahrhunderts.

## Eingrenzung des Begriffs

### Gehalte des Rechtsstaatsbegriffs
Eine abschliessende Definition, was ein Rechtsstaat ist und welche Gehalte dem Rechtsstaat zugeordnet werden, ist wegen der hohen Unbestimmtheit des Begriffs nicht möglich. Die Vielschichtigkeit und Mehrdeutigkeit hängt mit der historischen Entwicklung der Rechtsstaatsidee zusammen, die von der Antike über das Mittelalter reicht, von Sozialvertragstheorien und Naturrechtsdenken beeinflusst wurde und in verschiedenen Staaten teilweise sehr unterschiedlich ausgeprägt ist. «Man kann sagen, dass der Rechtsstaatsbegriff einen harten, gewissermassen geronnenen Kern und unscharfe Ränder aufweist, über die gestritten werden kann und stets gestritten wird», schreibt Oliver Diggelmann. Das Rechtsstaatsprinzip ist in der Bundesverfassung in Art. 5 verankert. Art. 5 BV zählt fünf Teilgehalte der Rechtsstaatsidee auf, ohne eine abschliessende Definition zu enthalten. Mit der Kodifikation in der Bundesverfassung begann sich die Rechtsstaatsidee zu einem Kanon von Teilgehalten zu verdichten, an dem sich etliche Kantonsverfassungen orientieren. Zu dieser Kanonisierung tragen ebenfalls internationale Einflüsse bei, namentlich die Rechtsprechung des EGMR oder die Rule of Law Checklist des Europarats, die den Rechtsstaatsbegriff greifbarer und damit operationalisierbar machen soll.
Ursprünglich diente das Verfassungsrecht der Bändigung und Konstituierung der Staatsgewalt. Die Macht des Staates soll nur auf Grundlage des Rechts ausgeübt werden. Der Rechtsstaat ist der Antipode zum Willkür- oder Machtstaat. Im Rechtsstaat sind Hoheitsträger aber nicht mehr nur an das Recht gebunden; die rechtlich verbriefte individuelle Freiheit setzt staatlichem Handeln Grenzen. Der Rechtsstaat anerkennt im Unterschied zum totalitären Staat, dass nicht jeder Lebensbereich zu regulieren ist.
Für gewöhnlich wird zwischen formellen und materiellen Elementen des Rechtsstaates unterschieden. Die formellen Elemente schützen den Einzelnen vor Machtmissbrauch und staatlicher Willkür. Dazu zählen in der Schweiz
- das Legalitätsprinzip (Gesetzmässigkeitsprinzip) im Verwaltungsrecht,
- die Pflicht zur Beachtung des Völkerrechts,
- die Gewaltenteilung,
- die Verwaltungs- und Verfassungsgerichtsbarkeit,
- die Verfahrensgarantien.

An das formell korrekt erlassene, angewandte und durchgesetzte Recht werden materielle Anforderungen, namentlich die Wahrung der Grundrechte, gestellt. «Der materielle Rechtsstaat will die Persönlichkeit des Individuums in einer staatlichen Kollektivität sicherstellen.» Das erlassene Recht muss elementaren Gerechtigkeitsanforderungen genügen. Die Menschenwürde (Art. 7 BV) nimmt dabei eine Sonderstellung als oberstes Konstitutionsprinzip des Rechtsstaats ein. In säkularisierten Staaten wie der Schweiz dient die Garantie der Menschenwürde als wertende Orientierung, als materielle Grundnorm des gesamten Staatswesens. Zudem muss jedem Bürger, damit er seine Rechte ausüben kann, die materielle Existenz gesichert sein. Insofern besteht ein Konnex zwischen dem Rechtsstaats- und Sozialstaatsprinzip. Unerlässlich sind für einen Rechtsstaat denn auch die Ordnungsaufgaben der Polizei und diverser Aufsichtsbehörden.
Benjamin Schindler fasst die drei Dimensionen der Rechtsstaatlichkeit folgendermassen zusammen:

«Der Rechtsstaat steht als Gesetzgebungsstaat für das Recht als dynamisches Gestaltungsmittel. Damit das Recht diese Gestaltungswirkung erzielen kann, muss es im Rechtsdurchsetzungsstaat auch konsequent und rechtsgleich angewandt und erzwungen werden. Mehr oder weniger zeitgleich wird der Rechtsschutzstaat zum Garanten für Rechtssicherheit und individuelle Freiheit, und die Justiz wird zur unabhängigen Hüterin über das Recht.»

### Die schweizerische Rechtsstaatsidee
Anfänge einer Rechtsstaatsidee lassen sich zum einen bis weit ins Spätmittelalter zurückverfolgen, zum anderen ist der Rechtsstaatsbegriff stetigem Wandel unterworfen. Während im Spätmittelalter die Sicherung des gesellschaftlichen Friedens durch Prozeduralisierung von Verfahren im Fokus stand, nutzten die frühneuzeitlichen Staaten das Recht zur Verwirklichung einer christlich-naturrechtlichen Gesellschaft. Weil der Rechtsstaat aufgrund vielfältiger weltanschaulicher und politischer Ideale, aber auch als Antwort auf Probleme des Alltags wuchs, lassen sich genuin schweizerische Faktoren nicht von ausländischen trennen. In seiner Entwicklung stand die Rechtsstaatsidee in ganz Westeuropa unter dem Einfluss des antiken Erbes, des Christentums, des Humanismus, des Naturrechts, der Aufklärung und des Liberalismus.
Die Schweiz wurde unter anderem von der französischen Verfassungsentwicklung geprägt und übernahm die Skepsis gegenüber der Justiz, die bis heute die Einführung einer umfassenden Verfassungsgerichtsbarkeit politisch unmöglich macht. Das «staatspolitische Urvertrauen» gilt dem Volk und seinen Vertretern. Die Rechtsprechung wurde als «Aristokratie der Robe» angesehen, die Richter werden als die «hohen Herren auf ihren Paragraphen-Thronen» verunglimpft. Anders als etwa in Frankreich ist für die Schweizer Justiz-Skepsis eine anti-elitäre und anti-akademische Grundhaltung der Bevölkerung mitverantwortlich. Die starke Betonung der Grundrechte beruht auf Einflüssen aus Deutschland; die Vorrangstellung des Parlaments und die eingeschränkte Verfassungsgerichtsbarkeit können teilweise auf britische Vorbilder zurückgeführt werden. Der Republikanismus der Alten Eidgenossenschaft, die späte Bürokratisierung und die direkte Demokratie führten aber zu einem der Schweiz eigenen Verständnis von Rechtsstaatlichkeit, das sich die einseitig-defensive deutsche oder prozedural fokussierte britische Rechtsstaatskonzeption nicht zu eigen macht. Letzten Endes basieren die Rechtsstaaten Westeuropas jedoch auf denselben Grundsätzen und verfolgen dieselben Ziele, nur werden sie unterschiedlich gewichtet.
In der jüngeren Geschichte wurde der Schweizer Rechtsstaat ausserdem von der Internationalisierung des Rechts geprägt. Nicht nur erhält der Rechtsstaat durch überstaatliche Institutionen eine zusätzliche Stärkung, indem etwa mit dem EGMR eine zusätzliche Gerichtsinstanz geschaffen wurde. Die Internationalisierung des Rechts hat ebenfalls einen Einfluss auf Elemente der nationalen Rechtsstaatlichkeit, beispielsweise auf die innerstaatliche Gewaltenteilung oder die Verfahrensgrundrechte, die durch die Rechtsprechung des EGMR erheblich gestärkt wurden.
Die Eigenheiten des schweizerischen Rechtsstaats lassen sich nur unter Berücksichtigung des hiesigen Demokratieverständnisses nachvollziehen, denn die grössere Gewichtung des Demokratieprinzips hat konkrete Folgen für den Rechtsstaat. Auf Bundesebene kann niemand für demokratisch gefällte Entscheidungen zur Verantwortung gezogen werden, weil die Erlasse des Bundesparlaments und die Entscheidungen von Volk und Ständen gegenüber einer gerichtlichen Kontrolle immunisiert sind (Art. 190 BV). Analysen aus Befragungen zeigen, dass für die Bürger die Beteiligung an einer Volksabstimmung wichtiger ist als der Grundrechtsschutz. Das Spannungsverhältnis zwischen Demokratie und Rechtsstaatlichkeit verstärkt sich zunehmend, wie die Annahme völkerrechts- und grundrechtswidriger Volksinitiativen – etwa die Verwahrungs-, Ausschaffungs- oder Minarettverbots-Initiative – zeigt (siehe Rechtsstaatliche Demokratie und Volksinitiative (Schweiz)). Trotz der immensen Bedeutung von Rechtsstaatlichkeit für das Schweizer Staatswesen fand in der Staatsrechtlehre (im Unterschied zu Deutschland) keine vertiefte Auseinandersetzung mit dem Rechtsstaat statt. Das hängt zum einen mit der niedrigeren Gewichtung und geringeren historischen Bedeutung zusammen. Zum anderen kennzeichnet die Schweizer Staatsrechtslehre eine Skepsis gegenüber allzu abstrakten Begriffen.
Insgesamt wird der Verwirklichungsgrad des Rechtsstaats in der Schweiz hoch bewertet. Beim Index der Weltbank erreicht die Schweiz bei der Korruptionskontrolle das 96,8 Perzentil (ist also «besser» als 96,8 %), bei der Rule of Law sowie Voice and Accountability (u. a. Schutz der Kommunikationsgrundrechte) das 99,0 Perzentil. Laut einer Studie der OECD betrug im Jahr 2023 das Vertrauen der Bevölkerung in die Justiz 69 %, ein im Vergleich zum OECD-Durchschnitt (55 %) hoher Wert.

## Historische Entwicklung
Ein wesentlicher Teil der materiellen Rechtsstaatsgeschichte wird im Artikel Grundrechte (Schweiz) erläutert (siehe die Abschnitte Historische Entwicklung und Entwicklung und Wandel des Grundrechtsverständnisses), weshalb hier nicht vertieft darauf eingegangen wird.

### Ursprünge der europäischen Rechtsstaatsidee
Erste Elemente von (formeller) Rechtsstaatlichkeit finden sich im Altertum bei Platon, der in seinen Nomoi die unbedingte Herrschaft des Gesetzes fordert und jedem Individuum und jeder staatlichen Institution einen übergesetzlichen Status abspricht. In aristotelischer Tradition verlangten mittelalterliche Scholastiker wie Marsilius von Padua die Bindung an das Gesetz.
Der «Rechtsstaat» als Begriff entstand im Deutschland des 19. Jahrhunderts und wurde als «Staat der Vernunft» oder «Verstandesstaat» verstanden. Die Liberalen verwendeten ihn als Gegenbegriff zum übergriffigen Polizeistaat und zu dessen willkürlicher Bevormundung. Das deutsche Bürgertum, das in der Märzrevolution 1848 unterlegen war, suchte die Staatsgewalt mithilfe des Rechts zu binden und staatliches Handeln einer gerichtlichen Kontrolle zu unterwerfen. Noch heute basiert das deutsche Rechtsstaatsverständnis wesentlich auf dem Rechtsschutz durch Gerichte.
Der Rechtsstaat wurde im beginnenden 19. Jahrhundert nicht als neue Staatsform, sondern als eine Gattung von Staaten verstanden, die die Vernunftrechtslehre verwirklichen. Zu dieser Rechtsstaatsidee gehörte die Abwendung von metaphysischen und eschatologischen Begründungsmustern für Staatlichkeit. Der Rechtsstaat wurde nicht als göttliche Ordnung, sondern als Gemeinwesen angesehen, das im Interesse seiner Mitglieder handelt. Der Bezugspunkt war das freie, selbstbestimmte und gleiche Individuum. «Die Substanz des menschlichen Daseins verlagert sich aus dem Bereich des Öffentlichen und Allgemeinen in den Bereich des Privaten, auf den das Öffentliche funktional bezogen ist», schreibt Ernst-Wolfgang Böckenförde. Der Staatszweck beschränkte sich dabei auf den Schutz von Leib und Leben und die Sicherheit der Person sowie deren Eigentum. Der Rechtsstaat habe die Freiheitsrechte und formellen Rechtsstaatselemente wie die richterliche Unabhängigkeit der Gerichte und das Legalitätsprinzip zu garantieren – weniger jedoch die Gewaltenteilung, die die mühsam errungene Staatsgewalt gefährden könnte. Grundlegend für diesen Rechtsstaatsbegriff war die Staatsphilosophie Immanuel Kants.

### Alte Eidgenossenschaft
Forderungen nach gerechten Verfahren, die rechtlich geregelt werden, lassen sich in der Schweiz in die Frühe Neuzeit zurückverfolgen. An der Decke des grossen Ratsaales von Appenzell wird seit 1651 die Geschichte des Urteils von Kambyses erzählt, der seinen Statthalter bei lebendigem Leibe häuten lässt, weil dieser Bestechungsgelder annahm. Damit sollen die Amtsträger des Appenzell, insbesondere die Richter, ermahnt werden. Die Erzählung findet sich ebenfalls im Silbernen Landbuch von 1585, in dem Verpflichtungen von Hoheitsträgern, ihres Amtes stets unparteiisch und unvoreingenommen zu walten, niedergeschrieben sind. Wenngleich die Justiz als eigene Gewalt im Staat nicht existierte, wurden gerichtliche Verfahren von der Regierung und Verwaltung getrennt. Private Fehden und Willkür wurden so stetig durch einen geregelten Prozess, in dem möglichst Waffengleichheit unter den Teilnehmern herrschen soll, ersetzt.
Am Beispiel des Kantons Zürich Mitte des 18. Jahrhunderts zeigt sich ein weiteres Element formeller Rechtsstaatlichkeit, das immer bedeutender wurde: die Idee, dass Recht Ordnung schafft. 1757 erschien in Zürich eine dreibändige, im Jahr 1793 auf sechs Bände angewachsene Sammlung materiell-rechtlicher Normtexte (Sammlung der Bürgerlichen und Policey-Geseze und Ordnungen lobl. Stadt und Landschaft Zürich). Darin finden sich Vorschriften, die in fast jeden Lebensbereich eindrangen und weit über die «originären Staatsaufgaben» (Gewährleistung von Sicherheit und Ordnung) hinausgingen: Wirtschaftssektoren und der Umgang mit natürlichen Ressourcen wurden reguliert sowie miet- und arbeitsrechtliche Schutzklauseln zugunsten der Mieter und Arbeitnehmer festgeschrieben. Der Gesetzessammlung war eine wohl von Johann Jakob Bodmer verfasste Vorrede vorangestellt, die die naturrechtliche und aufklärerische Prägung zeigt. Rechtsetzung sei kein arbiträrer, dezisionistischer Akt; bei dem positiven Recht handle es sich um Ableitungen der zeitlosen, immer währenden Grundsätze der Naturgesetze.
Die Gesetzessammlung illustriert die wachsende Bedeutung materieller Rechtsvorschriften. Schriftlich niedergelegte und generell-abstrakt formulierte Normen ermöglichten in den sich ausbildenden Territorialstaaten die flächendeckende und einheitliche Ausübung von Herrschaft. Die Nichtbefolgung der Vorschriften war strafbewehrt. Die Publikation der Rechtstexte schuf darüber hinaus Transparenz: Die Bevölkerung konnte die Regierungstätigkeit der Führungsriege an ihren eigenen rechtlichen Massstäben messen. Während zu Beginn des 18. Jahrhunderts die Obrigkeit die Veröffentlichung der Gesetze aus ebendiesem Grund untersagte, besetzten 1757 von aufgeklärtem Gedankengut geprägte Juristen Schlüsselpositionen im Staatsapparat. Sie waren der Auffassung, dass Rechtskenntnis der Bevölkerung wichtig sei und dass niemand über dem Gesetz stehe. So stieg das von Menschen gesetzte Recht zum primären Steuerungsinstrument empor und vermochte die Obrigkeit zunehmend zu bändigen.
Die staatlichen Strukturen der Alten Eidgenossenschaft können indes nicht als rechtsstaatlich qualifiziert werden. Individualrechte wurden nicht gesamtschweizerisch, sondern, wenn überhaupt, von den einzelnen Kantonen verbürgt. Erst im Verlauf des 17. Jahrhunderts wurden gerichtliche Verfahren von der übrigen Regierungs- und Verwaltungstätigkeit geschieden und schrittweise formalisiert. Indessen waren die Kompetenzen der einzelnen Organe intransparent, und es bestand keine Gewaltenteilung. In einigen Städte- und Länderorten führte der Kleine Rat, die Kantonsregierung, den Vorsitz im Grossen Rat, der gesetzgebenden Körperschaft. Darüber hinaus oblag dem Kleinen Rat die oberste Rechtsprechung. Die Landsgemeindeorte wurden direktdemokratisch-genossenschaftlich regiert, wobei einzelne Familien vorherrschten. Bis sich die Publikation der Hoheitsakte im späten 18. Jahrhundert auszubreiten begann, herrschte grosse Rechtsunsicherheit. Nicht nur tagten der Grosse und Kleine Rat und die Gerichte hinter verschlossenen Türen. Weil rechtsetzende Bestimmungen nicht veröffentlicht wurden und so die Kontrolle durch das Volk fehlte, konnten die Machthaber, wie es ihnen beliebte, Gewohnheitsrecht schaffen. Zudem war das Pressewesen stark eingeschränkt und, wo existent, unfrei; die obrigkeitliche Zensur erstreckte sich auf Publikationen jedweder Art.

### Die Schweiz als französischer Vasallenstaat

#### Helvetische Republik
Die Helvetische Republik gab wichtige Impulse zur Stärkung der Rechtsstaatlichkeit. Mit der Ersten Helvetischen Verfassung existierte zum ersten Mal in der Schweiz eine, wenngleich limitierte, Gewaltenteilung (Art. 36, Art. 67), ein oberster Gerichtshof (Art. 86 ff.) wurde geschaffen und gewisse Freiheitsrechte (unter anderem die Presse- und Religionsfreiheit; Art. 5–7, 9) waren garantiert. Die Pressefreiheit wurde jedoch mit der Zeit fast vollständig ihres Sinnes entleert. In den Anfängen der Helvetischen Republik entstanden zahlreiche Zeitungen und Zeitschriften, und zwar sowohl liberale als auch konservative. Die Bestimmung in der helvetischen Verfassung (Art. 7) wurde indessen gesetzlich nicht ausreichend geschützt, und so begann sich die Zensur staatsfeindlicher Inhalte auszubreiten. Die Feindseligkeiten zwischen Unitariern und Föderalisten regten die helvetischen Behörden zu weiteren Eingriffen an.
Artikel 8 gewährleistete die Gleichheit aller Menschen (ausgenommen der Frauen und Juden) vor dem Gesetz und schaffte die rechtlichen Unterschiede zwischen den Ständen und die Leibeigenschaft ab. Das Strafrecht nahm den Grundsatz der Verhältnismässigkeit auf, schränkte die richterliche Willkür ein und gestaltete einen humaneren Strafvollzug.
Unterhalb des Oberen Gerichtshofs sprachen Distriktsgerichte in erster Instanz Recht in Zivil- und Strafsachen (ausser in schweren Strafsachen). Als Appellationsinstanz in Zivil- und Strafsachen folgten die Kantonsgerichte, die in erster Instanz über schwere Straftaten richteten. An den Instanzen der unteren Gerichtsbarkeit offenbart sich die Exekutivherrschaft französischer Tradition: Das Direktorium hatte das Recht, Richter am Distriktsgericht ihres Amtes zu entheben, und der Statthalter bestimmte den Präsidenten des Kantonsgerichts und durfte den Sitzungen mit beratender Stimme beiwohnen.
Der Oberste Gerichtshof war Appellationsinstanz für schwere Strafsachen und zugleich Kassationshof für alle Zivil- und Strafsachen. Weil die Gerichte als «Wächter der überkommenen Ordnung» verunglimpft wurden, überliess die Verfassung die Verwaltungsrechtsprechung der Exekutive (getreu dem französischen Modell der strikten Gewaltentrennung «que juger l'administration, c'est encore administrer»). Rechtsschutz gegen Handlungen der Staatsgewalt war damit weiterhin nicht vorhanden. Mit der strengen rechtlichen Regelung der Gerichte und der Prozesse in der helvetischen Verfassung, der Hierarchisierung und Rationalisierung des Gerichtssystems wurde die Rechtsprechung im Vergleich zur Alten Eidgenossenschaft erheblich entwirrt, wodurch unter anderem die käuflichen Gerichtsherrschaften abgeschafft wurden.

#### Mediation
Wegen der heftigen innenpolitischen Unruhen in der Schweiz zog Napoleon die französischen Truppen zurück und oktroyierte mit dem Ziel der Befriedung die sog. «Vermittlungsakte» (frz. Acte de médiation), die eine Bundesverfassung und alle Kantonsverfassungen enthielt. Aus rechtsstaatlicher Sicht handelte es sich bei der anbrechenden Epoche (Mediation) um einen Rückschritt. Jene Kantone, die schon vor 1798 existierten, kehrten zu ihren alten Ordnungen mit weitgehend mittelalterlichen Strukturen zurück. Die Bundesebene wurde stark geschwächt. Damit verschwanden der verbesserte Zugang zum Recht in Zivil- und Strafsachen sowie die Gewaltenteilung wieder, und die Freiheitsrechte erfuhren eine erhebliche Einschränkung.
Für die neuen Kantone – Aargau, Thurgau, Waadt, Tessin und St. Gallen – musste eine neue Staatsordnung gefunden werden. Der französischen Tradition folgend genoss die Exekutive eine starke Stellung im Gewaltengefüge. Zugleich entstanden in den neuen Kantonen Administrationsgerichte. Sie waren aus einem Vertreter der Kantonsregierung (Kleiner Rat) und vier Richtern des Appellationsgerichts, des obersten Zivil- und Strafgerichts, zusammengesetzt und gehörten der Dritten Gewalt an. Dieses Modell dürfte wesentlich auf Henri Monod (1753–1833) zurückzuführen sein. Mit den Administrationsgerichten, die als die ersten Verwaltungsgerichte weltweit angesehen werden, wurden in der Schweiz das erste Mal Institutionen geschaffen, deren einzige Aufgabe die Kontrolle staatlicher Herrschaft am Massstab des Rechts war. In den anderen Kantonen änderte sich an der exekutiven Verwaltungsrechtssprechung nichts. Auch von den Errungenschaften der Helvetik im Bereich der Gewaltenteilung blieb nicht viel übrig: Die Mitglieder des Kleinen Rats wurden aus der Mitte des Grossen bestellt und blieben nach der Wahl Amtsträger in beiden Organen. Grundsätzlich ist unter anderem wegen der Administrationsgerichte festzuhalten, dass die Gewaltenteilung in den fünf neuen Kantonen besser verwirklicht war als in den überkommenen Städtekantonen.
Die materiellen Rechtsstaatselemente wurden in der Mediation weiter zurückgedrängt. Es fehlten Grundrechte wie Eigentumsfreiheit, Vereinigungs- und Pressefreiheit. Weil die persönliche Freiheit nicht geschützt war, war das Individuum willkürlichen Festnahmen ausgeliefert und inhumane Strafen, namentlich Folter, und das Inquisitionsverfahren wurden wieder eingeführt. Die Bundesverfassung verbriefte die Religionsfreiheit nicht, weshalb einige Kantone, insbesondere die Landsgemeindekantone, zur Glaubenseinheit zurückkehrten.

### Restauration
Die Zeit von 1815 bis 1830 unter dem Regime des Bundesvertrags wird als Restauration bezeichnet, da die politischen Bestrebungen allesamt auf die Wiederherstellung der Ordnung in der Alten Eidgenossenschaft abzielten. Auch auf kantonaler Ebene bedeutete die Restauration einen teilweisen Rückschritt in die Ungleichheit des Ancien Régimes, der sich exemplarisch an der staatsphilosophischen Begründung der Eidgenossenschaft zeigte. Während der Staat der Helvetischen Republik und in abgeschwächter Form in der Mediation rousseauistisch, als Zusammenschluss freier Individuen gedacht wurde, verstand ihn Karl Ludwig von Haller, auf den der Begriff «Restauration» zurückgeht, als Ausdruck einer ewigen göttlichen Ordnung. Zwar dominierten diese reaktionären Gesinnungen, die die Strukturen der Alten Eidgenossenschaft herbeisehnten. Die konservativen Ideen liessen sich indes wegen des Widerstands der europäischen Grossmächte in der Praxis nur begrenzt durchsetzen. Die Grossmächte untersagten unter anderem die Wiedereinführung der Untertanenverhältnisse (§ 7 Bundesvertrag). Die Versuche, eine Verwaltungsjustiz einzurichten, erodierten jedoch fast vollständig; die Administrationsgerichte der neuen Kantone hatten ausser im Kanton Waadt keinen Bestand. Der Bundesvertrag garantierte ferner keine Grundrechte. Nur in den neuen Kantonen, in denen eine alteingesessene Aristokratie fehlte, blieben Elemente der Helvetik und Mediation erhalten.

### Regeneration
Während sich die politische Praxis wegen der restaurativen Kräfte an der Alten Eidgenossenschaft orientierte, waren die fortschrittlichen Ideale der Helvetischen Republik noch immer im Geiste des Bürgertums präsent. Angeregt durch Geschehnisse aus dem Ausland (u. a. der Julirevolution von 1830) setzte in der Schweiz Anfang der Dreissigerjahre des 19. Jahrhunderts eine Regeneration des aufklärerischen Gedankenguts ein. Während der Revisionsversuch des Bundesvertrags scheiterte, revidierten elf Kantone (Tessin, Thurgau, Aargau, Luzern, Zürich, St. Gallen, Freiburg, Waadt, Solothurn, Bern, Schaffhausen) ihre Kantonsverfassungen nach liberalem Vorbild und führten Gewaltenteilung sowie Freiheitsrechte (Pressefreiheit, Handels- und Gewerbefreiheit) ein. Darüber hinaus lässt sich zum ersten Mal eine flächendeckende und konsequente verfassungsrechtliche Verankerung der Staatsorganisation feststellen. Staatliche Funktionen wurden denn auch stärker differenziert und die Aufgaben stärker getrennt. Die heute in der Schweiz gängige Dreiteilung der Staatsgewalt in Rechtsetzung, Rechtsvollzug und Rechtsprechung hat in der Regeneration ihren Ursprung.
Mittels Konkordaten suchten die Liberalen die Lücken des Bundesvertrages zu füllen. Die Konkordate der Regenerationszeit gehörten zum Bundesrecht und galten damit nicht nur in Vertragskantonen. Sie regelten unter anderem Angelegenheiten der Niederlassung, Religion, Ehe und Strafverfolgung. Diese Materialien waren für die Bundesstaatsgründung im Jahr 1848 von grösster Bedeutung, weil sie einen direkten Anschluss an die alte Ordnung ermöglichten. Zentral waren denn auch Intellektuelle wie Ludwig Snell und Stefano Franscini, deren Schriften für die Stärkung liberaler Ideen im Allgemeinen und der Rechtsstaatlichkeit im Besonderen von grosser Bedeutung waren.
In der späten Regenerationszeit fand der deutsche Rechtsstaatsbegriff Einzug in den rechtswissenschaftlichen und politischen Diskurs in der Schweiz. Er stiess bei allen politischen Lagern auf breite Ablehnung. Während christlich-konservative Autoren (Jeremias Gotthelf) die Säkularisierung der Staatsidee anprangerten, erachtete die liberal gesinnte Schweizer Rechtswissenschaft (Johann Jakob Rüttiman, Jakob Dubs) die deutsche Rechtsstaatskonzeption als minimalistisch, ja beschränkt. Weil die Kantone zu Beginn des 19. Jahrhunderts über einen schwachen staatlichen Vollzugsapparat verfügten – ein starker Zentralstaat bestand nur in der Helvetik und ab 1848 wieder zunehmend –, war das in Deutschland starke Bedürfnis, der Staatsgewalt Fesseln anzulegen, schwächer ausgeprägt. Der Staat – hiess es in der Schweiz – sei nicht «blosser Rechtsstaat», sondern habe ebenso die soziale Wohlfahrt, die Gesundheit und die Wissenschaft zu sichern. Von demokratisch-radikaler Seite – namentlich von Simon Kaiser – wurde der Rechtsstaat als Korsett für die demokratische Schweiz wahrgenommen, das Reformen erschwere und dessen es in einem Land wie der Schweiz, das auf Volkssouveränität und dem Volkswillen beruhe, nicht bedürfe.

### Bundesverfassung von 1848
Die Bundesverfassung von 1848 löste den Bundesvertrag ab und konstituierte die Schweiz als Bundesstaat. Diese Verfassung bildet das staatsorganisationsrechtliche Grundgerüst, auf dem die Schweiz der Gegenwart noch immer beruht. Die Bundesverfassung wurde nicht wegen hehrer politischer Ziele, sondern aufgrund von aussenpolitischer und wirtschaftlicher Notwendigkeit geschaffen. Ein gewisser liberaler Geist, der der menschlichen Person einen unverrückbaren Grundwert beimass und der die Schöpfer der Verfassung begleitete, zeigt sich indes in der Kodifikation des Legalitätsprinzips und der (allerdings stark beschränkten) Rechtsgleichheit. Die Väter der Bundesverfassung von 1848 fokussierten sich eher auf die Herstellung eines möglichst demokratischen Staates, weshalb Grundrechte nur punktuell und meistens mit dem Ziel garantiert wurden, Bewegungsfreiheit für Personen und Güter herzustellen – ein kardinales Postulat der Liberalen. Neben der Niederlassungsfreiheit und der Kultusfreiheit, die nur für Christen galt, verbriefte die Verfassung die Pressefreiheit, Vereinigungsfreiheit sowie gewisse Verfahrensrechte wie das Recht auf einen verfassungsmässigen Richter und das Verbot der Ausnahmegerichte (Art. 53 BV 1848).
Auch bei der formellen Rechtsstaatlichkeit haperte es. Zwar wurde ein Bundesgericht geschaffen. Dessen Zuständigkeitsbereich (Art. 101–106 BV 1848) war indessen eng gefasst. Es war weder ein ständiges Organ noch hatte es ein eigenes Gerichtsgebäude. Es zwar zuständig für gewisse zivilrechtliche und strafrechtliche Streitigkeiten, wohingegen staatsrechtliche Angelegenheiten von der Bundesversammlung behandelt wurden. Weil die Bundesversammlung diese Streitigkeiten an das Bundesgericht überweisen durfte – was sie einmal (Fall Dupré von 1851) zwischen 1848 und 1874 tat –, genoss sie eine beträchtliche Übermacht. Das war jedoch nicht der einzige Mangel der Gewaltenteilung des jungen Bundesstaates. Zum einen waren die Bundesrichter zugleich Mitglieder der Bundesversammlung, zum anderen hatten sie Amtszeiten von nur drei Jahren, was derjenigen der Bundesräte und Nationalräte entsprach. Aus heutiger Sicht mag die fehlende Trennung der Staatsfunktionen bedenklich anmuten. De facto unterstützten Bundesrat und Bundesversammlung jedoch die Verwirklichung der Grundrechte mit ihrer «Rechtsprechung» und setzten insbesondere Minderheitsrechte gegen die Kantone durch.

### Bundesverfassung von 1874
Die Bundesverfassung von 1848 war in weiten Teilen ein Kompromiss. Um überhaupt eine bundesstaatliche Ebene errichten zu können, die nicht von den Konservativen torpediert würde, mussten die Liberalen etliche Begehren zurückstellen. Stark davon betroffen waren rechtsstaatliche Anliegen. Bei der Totalrevision der Bundesverfassung 1874 hatten die progressiven Kräfte hingegen das Momentum auf ihrer Seite und konnten zahlreiche Stärkungen des Rechtsstaates in der Verfassung verankern. Neue Freiheitsrechte wie die Glaubens- und Gewissensfreiheit (Art. 49 BV 1874 [aBV]) erweiterten den Schutzbereich des Privaten, und mit Regelungen wie dem Verbot von Körperstrafen (Art. 65 Abs. 3 aBV) oder der Todesstrafe (Art. 65 Abs. 1 aBV) wurde die körperliche Integrität gestärkt. Die Todesstrafe wurde jedoch unter dem Eindruck einiger Mordfälle fünf Jahre später wieder eingeführt. Weil die Freiheitsrechte nunmehr als Abwehrrechte ausgestaltet waren, konnten sich die Bürger mit der staatsrechtlichen Beschwerde gegen Einschränkungen wehren. Sie konnte nur gegen kantonale Grundrechtseingriffe erhoben werden, nicht aber gegen solche von Bundesbehörden.
Wegen der gewaltigen freisinnigen Mehrheiten in der Bundesversammlung und im Bundesrat waren Freiheitsbeschränkungen – jedenfalls nach dem Selbstverständnis der liberalen Führungsriege – durch den Bund kaum denkbar. Mit der staatsrechtlichen Beschwerde sollten in erster Linie renitente, konservative und damit nicht regenerierte Kantone zum Schutz des Einzelnen gezwungen werden. Eine Beschwerdemöglichkeit gegen Grundrechtseingriffe durch den Bund war in den ersten Jahrzehnten des Bundesstaates aber auch nicht nötig. Art. 3 aBV verlangte für jede neue Bundeskompetenz eine Verfassungsrevision (subsidiäre Generalkompetenz der Kantone). Damit wurde der Bund in der Rechtsetzung stark gehemmt und konnte kaum freiheitsbeschränkende Rechtssätze erlassen. Die staatsrechtliche Beschwerde bedeutete eine substantielle Intervention in kantonale Angelegenheiten; neuerdings konnte ein übergeordnetes Bundesgericht die Rechte der Bundesverfassung von 1874, die die betroffenen Kantone kategorisch abgelehnt hatten, durchsetzen. Die staatsrechtliche Beschwerde markierte darüber hinaus den Anfang der Verfassungsgerichtsbarkeit in Europa.
Die Verfassung von 1874 bedeutete jedoch keine Zäsur in Richtung Rechtsstaat. Insbesondere mit der Stärkung des Bundesgerichts ebnete sie jedoch der Rechtsprechung den Weg, die Rechtsstaatlichkeit durchzusetzen. Die zentrale Rolle des Bundesgerichts zeigte sich in dessen Rechtsprechung zu Art. 4 aBV, der die Rechtsgleichheit als Grundrecht verbriefte. Zwischen 1848 und 1874 diente die Rechtsgleichheit als Grundnorm der Demokratie; gestützt auf Art. 4 aBV wurden Ungleichheiten bei den politischen Rechten stückweise beseitigt. Das Bundesgericht deutete ihn nach 1874 zu einer Grundnorm des Rechtsstaats um und entwickelte in der zweiten Hälfte des 20. Jahrhunderts aus Artikel 4 Individualrechte, zu denen sich die Verfassungsbestimmung nicht im Geringsten äusserte, darunter das Verbot des überspitzten Formalismus, das Rückwirkungsverbot, das Gebot der Gesetzmässigkeit von Strafurteilen (nulla poena sine lege) und die Unschuldsvermutung.
Zu derselben Zeit erfuhr der Rechtsstaatsgedanke eine Umwertung. Der Kulturkampf der 1870er verlieh dem Rechtsstaatsbegriff eine neue, positivere Bedeutung. Während er zuvor als autoritär und demokratiefeindlich wahrgenommen wurde, war er neu der säkularisierte Staat, in dem das weltliche Recht regierte und nicht Religion, Sitte oder Moral. Die Bestrebungen, die Ehe, den Grundschulunterricht oder das Bestattungswesen dem kirchlichen Einfluss zu entziehen und staatlicher Kontrolle zu unterwerfen, wurden zu «rechtsstaatlichen» Anliegen. Die Bestimmung des Art. 2 der Verfassung des Kantons Wallis, die die römisch-katholische Religion zur «Staatsreligion» erklärte, bezeichnete die Bundesversammlung im Gewährleistungsbeschluss als «mittelalterliche Ruine im modernen Rechtsstaate». Dennoch erteilte sie die Gewährleistung aufgrund praktischer Überlegungen.

### Entwicklung bis 1914
Die Verwaltungsrechtspflege oblag Bundesrat und Bundesgericht. Sie befanden über Beschwerden, die eine Verletzung verfassungsmässiger Rechte geltend machten. Die Tatsache, dass kein Rechtsschutz gegenüber Akten der Bundesbehörden existierte, wurde sowohl in der Rechtswissenschaft (namentlich von Fritz Fleiner) als auch vom Bundesrat bemängelt. Zwar wurde daraufhin 1914 der Art. 114bis in die Bundesverfassung aufgenommen, der die Verwaltungsgerichtsbarkeit stärken sollte. Wegen des immensen politischen Widerstands enthielt die Ausführungsgesetzgebung jedoch keine Generalklausel, sondern einen beschränkten abschliessenden Katalog, der die Kompetenzen des Bundesgerichts einzeln aufzählte.
Nach 1874 wurden die Kompetenzen des Bundesgerichts in der staatsrechtlichen Rechtsprechung weiter ausgebaut, wodurch der Bundesrat an Einfluss einbüsste. Seit 1893 sprach es Recht über die Glaubens- und Gewissensfreiheit, ab 1911 über die politischen Rechte sowie die Gewerbe- und Handelsfreiheit. Der Ausbau der eidgenössischen Verwaltungsgerichtsbarkeit liess indes auf sich warten. Das Bundesgericht entwickelte zu dieser Zeit eine restriktive Rechtsprechung bei der Beurteilung von Grundrechtsbeschränkungen. Sie waren nur gerechtfertigt, wenn Rechtsgüter des Strafrechts und Polizeigüter betroffen waren. Zum Vergleich: Die Bundesverfassung von 1999 erlaubt einen Grundrechtseingriff, sofern irgendeine gesetzliche Grundlage existiert (Art. 36 Abs. 1). Die einzige Beschränkung ist das öffentliche Interesse, das weit über die Polizeigüter hinausgeht. Das Bundesgericht kompensierte mit seiner Rechtsprechung die Lücken der Bundesverfassung, die nur beispielhaft Freiheitsrechte nannte. Vielmehr lag der Bundesverfassung eine «Freiheitsvermutung» zugrunde. Sie enthielt jedoch Rechtsprechungskompetenzen, sodass das Bundesgericht diese Lücken nach und nach füllen konnte.
Der massive Ausbau der öffentlichen Verwaltung Anfang des 20. Jahrhunderts im Bund und in den grossen Kantonen veränderte den Rechtsstaatsbegriff. Aufgrund dieser zunehmenden Bürokratisierung wurden Rufe nach einem Ausbau der Verwaltungsgerichtsbarkeit laut. Dieses Anliegen avancierte neben der Säkularisierung zum zweiten Teilelement des Rechtsstaatsbegriffs in der Schweiz. Diese Forderung konnte sich erst Ende des 20. Jahrhunderts unter Druck der Rechtsprechung des Europäischen Gerichtshofs für Menschenrechte und des Bundesgerichts auf Bundesebene und kantonaler Ebene durchsetzen. Der schweizerische «Volksstaat» (Fritz Fleiner), dem eine Dichotomie von Staat und Individuum fremd ist und dessen fundamentalstes Prinzip die Volkssouveränität ist, zögerte, Befugnisse von der Exekutive auf die Judikative zu übertragen, weil damit unweigerlich die parlamentarischen und direktdemokratischen Aufsichts- und Mitbestimmungsmöglichkeiten eingeschränkt werden.

### 1914–1945
In den 1930er wurde der Rechtsstaatsbegriff seiner spezifischen Bedeutung (Säkularisierung, Verwaltungsgerichtsbarkeit) entleert. Er verkörperte, als sich in Deutschland und Italien die Faschisten der Staatsgewalt bemächtigten und exekutivstaatliche Tendenzen um sich griffen, den freiheitlichen, demokratischen, gewaltenteiligen und föderal gegliederten Staat. In der Nachkriegszeit wurde der Schweizer Rechtsstaatsbegriff nachhaltig von Zaccaria Giacometti und Werner Kägi geprägt. Giacometti verlieh dem Rechtsstaatsbegriff eine positive Bedeutung und erachtete ihn als Fundamentalprinzip des freiheitlichen Staates. Während Giacometti Demokratie und Rechtsstaat in einem gegenseitigen Abhängigkeitsverhältnis sah – das eine könne es ohne das andere nicht geben –, waren sie in den Augen Werner Kägis Widersacher. Anders als die Rechtswissenschaftler des 19. Jahrhunderts betonte Kägi die Gefahr einer ausufernden Volksherrschaft, die ins Totalitäre abgleiten und so die individuelle Freiheit gefährden könne. Der Rechtsstaat setze – so Kägi – der demokratischen Rechtsetzung Grenzen, um sie zu mässigen und so die persönliche Freiheitssphäre zu schützen. Unter dem Eindruck der Geistigen Landesverteidigung erhielt ein weiterer Aspekt Einzug in den immer konturloseren Begriff «Rechtsstaat»: Den Rechtsstaat zu wahren, bedeutete die Unterstützung eines rigorosen Law-and-order-Ansatzes.
Auf der einen Seite wurde der Rechtsstaat 1914–1945 zurückgedrängt und seine Entfaltung gehemmt. Auf der anderen Seite erhielt die Rechtsstaatsidee angesichts ihrer Bedrohung neuen Aufwind.

### Stärkung des Rechtsstaats nach 1945
Bis in die zweite Hälfte des 20. Jahrhunderts wies der Verwaltungsrechtsschutz erhebliche Defizite auf. Namentlich die fehlende Verwaltungsgerichtsbarkeit, d. h. die gerichtliche Kontrolle der Verwaltungsbehörden, öffnete rechtswidrigem Handeln durch die Staatsgewalt Tür und Tor (Kinder der Landstrasse). Weil die verantwortlichen Behörden keiner externen Kontrolle unterlagen, konnte sich Willkür ausbreiten. Bis in die 1980er kam es zu systematischen, gruppenbezogenen (Jenische), administrativ angeordneten Fremdplatzierungen. Diese empfindliche Lücke im Rechtsschutz wurde 1968 angegangen, als die Bundesversammlung die Verwaltungsgerichtsbeschwerde einführte, die Rechtsanwendungsakte der Bundesbehörden der Kontrolle des Bundesgerichts unterstellte. Der 1928 eingeführte Katalog der Zuständigkeiten wurde durch eine Generalklausel ersetzt, wodurch die Verwaltungsgerichtsbarkeit bedeutend gestärkt wurde.
Der Beitritt zur Europäischen Menschenrechtskonvention (EMRK) 1974 veränderte das Schweizer Verfahrensrecht grundlegend. Mit Art. 6 Ziff. 1 EMRK existierte in der Schweiz zum ersten Mal eine Rechtsweggarantie, d. h. der Zugang zu einem Gericht in Straf- und Zivilsachen. Dabei legt der Europäische Gerichtshof für Menschenrechte (EGMR) den Begriff der civil rights (Art. 6 Ziff. 1 EMRK) autonom aus. Nicht nur bei zivilrechtlichen Streitigkeiten (im kontinentaleuropäischen Sinne) besteht das Recht auf einen unparteiischen Richter. Auch Verwaltungsakte, die in Rechte zivilrechtlicher Natur (private Erwerbstätigkeit, Ausübung von Eigentumsrechten) eingreifen, unterliegen der gerichtlichen Kontrolle.
1988 rügte der EGMR (Belilos g. Schweiz) die Schweiz wegen der noch immer dominanten verwaltungsinternen Rechtspflege. Die Kontrolle der Verwaltung erfolgte innerhalb und nicht durch eine unabhängige Instanz. Oberste Rechtsmittelinstanzen waren der Bundesrat bzw. die Kantonsregierungen. Auf kantonaler Ebene erfolgt das Rekursverfahren in erster Instanz weiterhin zumeist verwaltungsintern. Die Tatsache, dass das damalige Verfahren der staatsrechtlichen Beschwerde den Anforderungen von Art. 6 Ziff. 1 EMRK grundsätzlich nicht genügte, war ein wesentlicher Antrieb für die Justizreform von 2007, die die Bundesrechtspflege totalrevidierte. Eine der grossen Neuerungen war die allgemeine Rechtsweggarantie in Art. 29a BV.
In einem bahnbrechenden Urteil im Jahr 1977 anerkannte das Bundesgericht das Legalitätsprinzip in der gesamten Verwaltung; für Grundrechtseingriffe galt es schon etwas länger. Darüber hinaus anerkannte das Bundesgericht sechs neue ungeschriebene Grundrechte, begründete Verfahrensrechte und führte grundrechtstheoretische Neuerungen aus der Staatsrechtslehre in die Rechtsprechung ein (siehe Grundrechte (Schweiz)).

## Grundsätze rechtsstaatlichen Handelns
1 Grundlage und Schranke staatlichen Handelns ist das Recht.
2 Staatliches Handeln muss im öffentlichen Interesse liegen und verhältnismässig sein.
3 Staatliche Organe und Private handeln nach Treu und Glauben.

### Legalitätsprinzip
Das Legalitätsprinzip verlangt, dass alle wichtige Bestimmungen in Form des Gesetzes erlassen werden (Art. 164 Abs. 1 BV) und ausreichend präzise formuliert sind. Das Legalitätsprinzip soll Rechtssicherheit schaffen. Durch die Lektüre des Gesetzes soll bereits feststehen, wie man sich zu verhalten hat, und nicht erst durch ein richterliches Urteil. Durch die Bindung im Verwaltungshandeln an das Gesetz – eine generell-abstrakte Rechtsnorm – wird Rechtsgleichheit gewährleistet, da die Behörden in ähnlich gelagerten Fällen gleich zu entscheiden haben. Von Bedeutung ist das Legalitätsprinzip schlussendlich bei Grundrechtseingriffen, die nur basierend auf einer gesetzlichen Grundlage erfolgen dürfen (Art. 36 Abs. 1 BV). Eine Verletzung des Legalitätsprinzips kann nicht an sich, sondern nur im Zusammenhang mit Grundrechtseingriffen, im Abgaberecht und im Zusammenhang mit dem Grundsatz der Gewaltenteilung gerügt werden.
Die wirkungsorientierte Verwaltungsführung resp. das New Public Management fordert das Legalitätsprinzip heraus, denn diese Modelle stellen die Effizienz des Verwaltungshandelns in den Vordergrund. Das moderne Verwaltungsverständnis ist weniger formal und stellt inhaltliche Ziele in den Vordergrund. Dafür werden Abstriche bei der Regelungs- und Normdichte gemacht – zuweilen wird kein Hoheitsakt, sondern eine Verhandlungslösung angestrebt –, wodurch eine Aushöhlung des Erfordernis der Gesetzesform und des Rechtssatzes droht. Eine wirkungsorientierte Verwaltungsführung ist aber nicht notwendigerweise unvereinbar mit dem Legalitätsprinzip, und die Praxis zeigt, dass eine funktionierende Verwaltungsgerichtsbarkeit den Rechtsstaat auch gegenüber einer Verwaltung, die moderner und informaler organisiert ist, durchsetzen kann. Dennoch wird das New Public Management in der Schweizer verwaltungsrechtlichen Literatur kritisch gesehen.

### Verhältnismässigkeit
Das Verhältnismässigkeitsprinzip verpflichtet den Staat, bei jedweder Handlung Nutzen und Wirkung zu berücksichtigen. Es ist ein mässigender Ausgleich bei der Verfolgung öffentlicher Interessen. Das durch staatliches Handeln erreichte öffentliche Interesse muss in einem «vernünftigen Verhältnis» zu den verdrängten Interessen von Privaten oder juristischen Personen stehen. Der Staat soll nicht mit «Kanonen auf Spatzen» schiessen. Die Verhältnismässigkeit dient darüber hinaus als Korrektiv des Legalitätsprinzips. Während das Erfordernis des Rechtssatzes die Bindung an eine allgemein verbindliche Norm verlangt, gebietet der Verhältnismässigkeitsgrundsatz die Berücksichtigung der Umstände des Einzelfalls. Die Verhältnismässigkeit dient in Fällen unbestimmter, widersprüchlicher oder lückenhafter Rechtsetzung den rechtsanwendenden Behörden als Steuerungsmittel. Problematisch wird es, wenn der Gesetzgeber im Vertrauen darauf, dass die Verhältnismässigkeit bei unklarer Rechtslage in die Bresche springen wird, auf die Vorgaben rechtlicher Leitplanken verzichtet. Geschieht das, verlagert sich die materielle Steuerungsfunktion von der Legislative auf die anderen Staatsgewalten, die nur bedingt dafür geeignet sind.
Die Verhältnismässigkeit einer staatlichen Handlung wird anhand deren Eignung, Erforderlichkeit und Zumutbarkeit beurteilt. Geeignet ist eine Massnahme dann, wenn sie das öffentliche Interesse zu erreichen vermag. Die Erforderlichkeit gebietet, stets das mildeste von gleich effektiven Mitteln zu verwenden (Übermass- und Untermassverbot). Die Zumutbarkeit fragt: Steht der Zweck des Eingriffs in einem vernünftigen Verhältnis zu dessen Schwere? Diese Fragen-Trias vermag die Tragweite der Verhältnismässigkeitsprüfung indes nicht vollständig abzudecken und stösst an ihre Grenzen bei Mehrzweckmassnahmen, wo die Eignung für das eine Ziel bejaht, für ein anderes Ziel aber verneint wird. Zwar ist das Verhältnismässigkeitsprinzip aus einer liberalen, den Bürger vor dem Staat schützenden Grundhaltung entstanden. Die Erforderlichkeit einer Massnahme kann aber nicht (mehr) nur daran gemessen werden, ob der Staat das Übermassverbot verletzt. Ein staatlicher Akt kann sich als erforderlich erweisen, wenn er die Ansprüche eines Rechtssubjekts aktiv schützt (Untermassverbot). Was ist aber zu tun, wenn die Erforderlichkeit im Rahmen von Mehrzweckmassnahmen in ihrer Eigenschaft als Unter- und Übermassverbot auftritt, wenn Abwehr- und Schutzansprüche kollidieren?

### Öffentliches Interesse
Das Vorliegen eines öffentlichen Interesses ist die Voraussetzung jedweden staatlichen Handelns. Öffentliche Interessen sind sowohl gesellschaftliche Interessen als auch Interessen der staatlichen Institutionen, die dem Gemeinwesen dienen. Wenngleich keine abschliessende Definition existiert, besteht Einigkeit über einen Kanon gewisser Güter, die als öffentliche Interessen gelten, etwa der Schutz der öffentlichen Ordnung und Sicherheit, der öffentlichen Ruhe, der Gesundheit, von Treu und Glauben im Geschäftsverkehr, aber auch kulturelle, ökologische und soziale Werte sowie fiskalische und wirtschaftspolitische Interessen.
Damit ein Grundrechtseingriff rechtmässig ist, muss neben dem Legalitäts- und Verhältnismässigkeitsprinzip ein öffentliches Interesse bestehen (Art. 36 Abs. 2 BV). In einem solchen Fall sind an das öffentliche Interesse höhere Anforderungen gestellt. Das Fehlen eines öffentlichen Interesses kann auch nur bei einem etwaigen Grundrechtseingriff gerügt werden.

### Rechtsgleichheit und Willkürverbot
Das Gebot, alle Menschen im Recht gleich zu behandeln, und das Verbot der staatlichen Willkür haben umfassende Geltung und müssen daher auf allen Staatsebenen und von allen Staatsorganen verwirklicht werden. Im Unterschied zu den oben beschriebenen Grundsätzen rechtsstaatlichen Handelns stellen die Rechtsgleichheit (Art. 8 BV) und das Willkürverbot (Art. 9 BV) Grundrechte dar, auf die sich der Einzelne immer berufen kann. Der Gleichheitssatz verlangt, dass gleiche Fälle gleich zu behandeln sind, und verbietet Diskriminierung aufgrund einer Gruppenzugehörigkeit oder Merkmalen, die unveränderbar (z. B. Hautfarbe) sind. Nach ständiger Rechtsprechung des Bundesgerichts besteht kein Anspruch auf föderale Gleichheit, d. h. Rechtsgleichheit über die Kantonsgrenzen hinweg.

### Treu und Glauben
Der Grundsatz von Treu und Glauben (Art. 5 Abs. 3 BV) gebietet im Verwaltungsrecht ein vertrauenswürdiges Miteinander im Rechtsverkehr zwischen Privaten und Behörden und stellt damit «eine zu den die einzelnen Rechtsverhältnisse betreffenden Normen hinzutretende, sie ergänzende und ihre Anwendung mitbestimmende, aus ethischer Betrachtung geschöpfte Grundregel» dar. Er gilt sowohl im Verwaltungs- als auch im Privatrecht (Art. 2 ZGB). So schafft der Staat die Akzeptanz und die Rechtstreue, der für die Durchsetzung des Rechts nötig ist – der Rechtsstaat kann und soll die Geltung des Rechts nicht ausschliesslich mit Zwang erwirken. Der Grundsatz von Treu und Glauben soll darüber hinaus dem Grundmisstrauen entgegenwirken, das dem Rechtsstaat innewohnt und insbesondere gegenüber den Amtsträgern existiert. Insbesondere in Krisenzeiten, mit denen einschneidende Massnahmen einhergehen, ist Vertrauen nicht nur in das Recht elementar, sondern in jene, die es anwenden und durchsetzen. Rechtssicherheit und Rückwirkungsverbot tragen, weil sie staatliches Handeln berechenbar und vorhersehbar machen, wesentlich dazu bei, dass die Rechtsunterworfenen Vertrauen in das Recht entwickeln. Aus Art. 5 Abs. 3 BV lassen sich jedoch keine gerichtlich einklagbaren Ansprüche begründen. Der Grundsatz von Treu und Glauben wird in Art. 9 BV als Grundrecht garantiert.

## Grundrechte
Die Garantie von Grundrechten – insbesondere der Freiheitsrechte – bildet die Essenz der materiellen Rechtsstaatlichkeit, ja den «eigentlichen Kern der Rechtsstaatsidee». Nach tradierter Auffassung schützen die Freiheitsrechte eine staatsfreie Sphäre des Individuums (Status negativus), in der das Handeln in den Grenzen des Strafrechts der Privatautonomie überlassen ist. In dieser Form handelt es sich bei Freiheitsrechten um Abwehrrechte, mit denen dem Bürger Waffen gegen den mächtigen Staat in die Hand gelegt werden. Nach dieser Theorie sind Grundrechte «nichts anderes als eine Negation staatlicher Zuständigkeit». Um die Grundrechte möglichst umfassend zu verwirklichen, wurde eine objektiv-rechtliche Dimension der Grundrechte entwickelt, die sich in der Schweiz gegen Ende des 20. Jahrhunderts durchzusetzen begann. Das Ziel einer objektiv-rechtlichen Verwirklichung der Grundrechte ist die grundrechtskonforme Ausgestaltung der gesamten Rechtsordnung. Das ist deswegen wichtig, weil der Bürger nur selten Berührungspunkte mit den Grundrechtsgarantien hat, sondern insbesondere mit dem Zivil- und Strafrecht in Kontakt kommt. Weil die Grundrechte elementare Ausprägungen des menschlichen Daseins wie Meinungsäusserung, körperliche Unversehrtheit und Glaubensbetätigung schützen, sollen sie möglichst umfassend zur Geltung kommen.
Konkret verlangt die objektiv-rechtliche Dimension die aktive Verwirklichung durch den Gesetzgeber und die Rechtsanwendung, indem das einfache Recht grundrechtskonform ausgelegt wird. Zu diesem Zweck entwickelten Rechtsprechung und Wissenschaft die Lehre staatlicher Schutzpflichten. Während Abwehrrechte hoheitlichem Handeln Grenzen setzen, verlangen Schutzpflichten ein aktives staatliches Zutun, um Übergriffe von nicht-staatlichen Akteuren (Unternehmen, Privatpersonen) zu vereiteln. Es besteht ein grundrechtlicher Anspruch, dass die Polizei einen Angriff an Leib und Leben verhütet. Weil die Schutzpflichten abgesehen von diesem Fall dem Gesetzgeber einen grossen Gestaltungsspielraum einräumen, lassen sich konkrete Ansprüche kaum aus ihnen ableiten, weshalb ihre praktische Relevanz beschränkt ist. Ein Sonderfall der Schutzpflichten stellt die Drittwirkung (oder Horizontalwirkung) dar. Drittwirkung bedeutet, dass die Grundrechte auch zwischen Privaten gelten – d. h. gegenüber Dritten, nicht nur dem Staat. Diese Konzeption ist eine Abkehr von dem tradierten Grundrechtsverständnis, wonach Grundrechte sich gegen den Staat richten. Die Drittwirkungslehre folgt der Einsicht, dass die Grundrechte in der gesamten Rechtsordnung zu verwirklichen sind. Nach herrschender Lehre und ständiger Rechtsprechung entfalten Grundrechte grundsätzlich keine direkte Drittwirkung. Die einzige Ausnahme bildet Art. 8 Abs. 3 Satz 3 BV. Eine indirekte Drittwirkung der Grundrechte ist jedoch anerkannt. Demnach muss der Staat die Grundrechte aktiv in allen Bereichen seines Handelns verwirklichen. Adressat der Drittwirkung bleibt der Staat, der für eine grundrechtskonforme Ausgestaltung des Privatrechts verantwortlich ist. Gesetze und Verordnungen müssen an ihrer Übereinstimmung mit den Grundrechten gemessen werden. In der Praxis ist die Drittwirkung von untergeordneter Bedeutung.

## Gewaltenteilung
Die Idee der Gewaltenteilung nimmt in der Schweizer Verfassungsgeschichte eine weniger wichtige Rolle als das Demokratieprinzip oder der Föderalismus ein. In der geltenden Bundesverfassung wird die Gewaltenteilung zwar nicht ausdrücklich als Strukturprinzip erwähnt; sie stellt jedoch eine «Leitidee» der Staatsorganisation dar. Die Verfassung legt dabei besonderes Augenmerk auf die personelle Gewaltenteilung mit strengen Unvereinbarkeitsregelungen (Art. 144 BV; Art. 14 f. ParlG). Trotz der ausdrücklichen Überordnung der Bundesversammlung sind die Staatsfunktionen nach der klassischen Gewaltenteilungslehre in Exekutive, Legislative und Judikative getrennt. Die grössten Unterschiede zu anderen Rechtsstaaten bestehen bei der Gewaltenhemmung (Checks and Balances), die eigentlich auf gegenseitiger Kontrolle der Staatsorgane durch Mit- und Einwirkungsmöglichkeiten basiert. Dieses Verhältnis ist in der Schweiz einseitig zugunsten der Bundesversammlung ausgestaltet. Während sie Einflussmöglichkeiten auf die bundesrätlichen Aufgaben hat (Oberaufsicht), können Bundesgericht und Bundesrat die Tätigkeit der Bundesversammlung in keiner Weise hemmen. Der Bundesrat hat keine Kontrollrechte dem Bundesgericht gegenüber, wohingegen beim Bundesgericht Bundesratsverordnungen per konkreter Normenkontrolle überprüft werden können.
Die Tendenz in anderen Staaten, dass das Parlament durch die Zunahme von exekutivem Einfluss geschwächt wird, lässt sich in der Schweiz nicht beobachten. Auch im Bereich der völkerrechtlichen Verträge – der Hauptgrund für die Stärkung der Exekutive in anderen Staaten – verfügt die Bundesversammlung über relevante Mitspracherechte (siehe völkerrechtliche Verträge in der Schweiz). Allerdings wird die rechtliche Vormachtstellung der Bundesversammlung tendenziell konterkariert durch die intensive Einwirkung des Bundesrates auf ihre Entscheidungsprozesse mit Unterstützung der ressourcenstarken Bundesverwaltung. Demgegenüber verfügt die Bundesversammlung im internationalen Vergleich über nur schwache eigene Ressourcen (viertletzter Rang unter 23 OECD-Staaten).
Auch in den Kantonen ist die Gewaltenteilung verwirklicht; die genaue Ausgestaltung wird ihnen überlassen. Der Einzelne kann mittels Beschwerde in öffentlich-rechtlichen Angelegenheiten oder Verfassungsbeschwerde eine Verletzung des Gewaltenteilungsprinzips durch kantonale Behörden geltend machen. In den Kantonen sind die Parlamente weniger dominant als auf Bundesebene, weil die direktdemokratische Kontrolle stärker ist. Ausserdem existiert in keinem Kanton eine mit Art. 190 BV vergleichbare Regelung. In den Kantonen wird die Regierung nicht wie auf Bundesebene vom Parlament, sondern ausschliesslich vom Volk gewählt. In den Kantonen Bern, Uri, Solothurn, Schaffhausen, Thurgau und Tessin können die Stimmberechtigten die Regierung abberufen – auf Bundesebene ist das nicht möglich. In Nidwalden kann der Landrat einzelne Regierungsmitglieder des Amtes entheben.
Die Gewaltenteilung in der Schweiz wird sowohl von ausländischen als auch Schweizer Wissenschaftlern kritisiert, namentlich das Verhältnis der Gerichte zur Politik und damit die institutionelle Unabhängigkeit der Gerichte. Insbesondere der Umstand, dass in Bund und Kantonen Richter de facto einer politischen Partei angehören müssen, um gewählt werden zu können, stösst auf grosse Skepsis. Problematisch ist aus Sicht der Kritiker die dadurch entstehende Politisierung des Gerichts, weil die Medien über die Parteizugehörigkeit berichten und sie so als relevant für das Urteil angesehen wird. Das könne die Justiz delegitimieren. Die regelmässigen Wiederwahlen (nach sechs Jahren) führten denn auch dazu, dass die Richter stets auf politische Unterstützung angewiesen sind. Die Groupe d’États contre la corruption (GRECO) erachtet das als «kaum mit den Garantien vereinbar […], die zur Ausübung der richterlichen Funktionen gehören». Dass das Schweizer System in der Praxis dennoch gut funktioniert, hängt mit der politischen Kultur zusammen: Die proportionale Verteilung der Sitze an den eidgenössischen Gerichten und der Verzicht auf Nichtwiederwahlen der Richter sind wesentlich für das Funktionieren des Schweizer Systems; letztlich basieren sie jedoch auf tradierten Konventionen. Eine Polarisierung der Politik könnte sich somit stark negativ auf die Unabhängigkeit der Gerichte in der Schweiz auswirken.

## Rechtsschutz

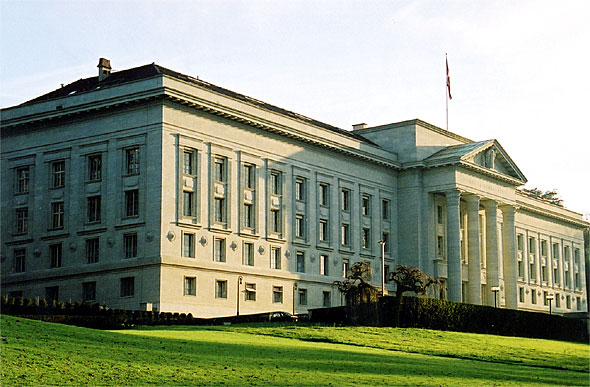
Das Schweizer Bundesgericht

### Begriff und Tragweite
Rechtsschutz bedeutet in erster Linie den Schutz von Individualrechten gegenüber dem Staat und seinen Organen. Dem Einzelnen sollen Rechtsmittel in die Hand gelegt werden, mit denen er seine eigenen Interessen durchsetzen kann. Öffentliche Interessen kann er dabei nicht verfolgen, sondern nur seine eigenen; das Schweizer Verfahrensrecht kennt keine Popularbeschwerde. Darüber hinaus dient das Rechtsschutzsystem der Verwirklichung des objektiven Rechts, d. h. der korrekten Anwendung des Rechts, indem Gerichte das Verwaltungshandeln kontrollieren. Um das objektive Recht durchzusetzen, existieren neben Rechtsmitteln, die auf das Individuum zugeschnitten sind (z. B. die Verfassungsbeschwerde), die Behörden- und Verbandsbeschwerde. Damit können Behörden und Organisationen, die einen ideellen Zweck verfolgen (z. B. Umwelt- und Naturschutzverbände), die korrekte Anwendung des objektiven Rechts durchsetzen. In dieser Funktion erwirken sie öffentliche Interessen.

### Verfahrensgrundrechte
Die Verfahrensgrundrechte bilden verfassungsrechtliche Mindeststandards in allen rechtlichen Verfahren. Zum einen statuieren sie Rechte im, zum anderen auf ein Verfahren. In gewisser Weise kompensieren die Verfahrensgrundrechte Defizite in der Gewährleistung von Gerechtigkeit – das Ziel des Rechtsstaats. Im Alltag der Rechtsanwendung mit zahlreichen, sich rasch ändernden Gesetzen und Verordnungen ist ein gerechtes Resultat nicht immer möglich. Umso wichtiger wird es, Verfahrensgerechtigkeit herzustellen. Die Verfahrensgrundrechte anerkennen die Subjektqualität des Einzelnen, eines Jeden Recht, als Mensch mit Rechten, Würde und mit eigener Perspektive im Verfahren anerkannt zu werden. Die Verfahrensgrundrechte stellen Anforderungen an rechtliche Verfahren und bringen eine Prozeduralisierung des Rechts mit sich, die ihrerseits die Legitimation der Verfahren erhöht. Durch rechtliche Regelung des gerichtlichen Prozesses ist der Staat nicht mehr alleine auf Zwang angewiesen, um das Recht durchzusetzen, weil das Zustandekommen eines Rechtsspruchs nachvollziehbar wird. Über diese individualrechtliche Komponente hinaus schaffen Verfahrensgrundrechte Legitimität für die Betroffenen. Zahlreiche Untersuchungen belegen, dass faire Handhabe auf Augenhöhe sowie ein Verständnis des Verfahrens aufseiten der Angeklagten für die subjektive Anerkennung und Legitimität wichtiger sind als das Ergebnis selbst. Infolge der Legitimation kann staatliche Herrschaft auf «willigen Gehorsam» zählen. Formale Legitimität, d. h. die blosse Einhaltung der demokratisch legitimierten Rechtssätze und juristisch korrekte Anwendung dieser Regeln, vermag nicht allein individuelle Akzeptanz zu schaffen. Wenngleich die Akzeptanz der Verfahrensunterworfenen letztlich subjektiv ist und auf der individuellen Sozialisierung basiert, lassen sich Faktoren nachweisen, die intersubjektive Voraussetzungen für Verfahrensgerechtigkeit darstellen: Unvoreingenommenheit, konsistente Regelanwendung, Transparenz, Korrektur- und Anfechtungsmöglichkeiten des Hoheitsakts. Die Verfahrensgrundrechte streben eine möglichst umfassende Verwirklichung dieser Komponenten an.

### Verfassungsgerichtsbarkeit
Ein Charakteristikum des schweizerischen Rechtsstaats ist das Fehlen einer Verfassungsgerichtsbarkeit gegenüber Bundesgesetzen (ausgebaute Verfassungsgerichtsbarkeit). Die Bundesverfassung weist das Bundesgericht an, verfassungswidrige Bundesgesetze und verfassungswidriges Völkerrecht gleichwohl anzuwenden (Art. 190 BV). Das stellt eine erhebliche Lücke im Rechtsschutz dar, weil die Bundesgesetze immunisiert sind. Dem Rechtsuchenden hilft es dabei kaum, dass die Bundesversammlung an die Verfassung gebunden ist. Das Bundesgericht darf die Verfassungswidrigkeit jedoch feststellen, was es gelegentlich tut. Im Bereich der Grundrechte wurde die Lücke im Rechtsschutz mithilfe der EMRK teilweise geschlossen. Weil die EMRK den Bundesgesetzen vorgeht, wendet das Bundesgericht Bundesgesetze, die die EMRK verletzen, nicht an.

### Verwaltungsgerichtsbarkeit
Das im Rahmen der Justizreform 2007 eingeführte Bundesverwaltungsgericht sorgt als erste Instanz für die einheitliche Anwendung des Bundesverwaltungsrechts. Es verfügt über volle Prüfzuständigkeit (Art. 37 VGG). Das Bundesverwaltungsgericht prüft also uneingeschränkt, ob eine Verfügung Recht verletzt, der Sachverhalt falsch dargestellt wurde oder die Verwaltung ihren Ermessensspielraum überschritten hat. Die Kognition des Bundesgerichts ist dagegen eingeschränkt (Art. 95 f. BGG). Die umfassende Zuständigkeit des Bundesverwaltungsgerichts, die Angemessenheit einer Verfügung zu überprüfen, ist zwar gesetzlich vorgesehen, funktioniert in der Praxis jedoch weitgehend nicht. Das liegt in erster Linie an der fehlenden Expertise des professionalisierten Gerichts, das nur über juristische Kenntnisse verfügt. Eine weitere Schwierigkeit zeigt sich in der Politisierung des Gerichts, insbesondere im Sozialversicherungsrecht, wo der mildeste Richter Beschwerden etwa doppelt so häufig stattgibt wie der strengste Richter, im Asylrecht sogar dreimal so häufig.

### Faktischer Zugang zum Recht
Ob der Rechtsweg garantiert wird, hängt nicht nur von der theoretischen Zugangsmöglichkeit, sondern von der Existenz faktischer Barrieren ab. Das können Korruption, Analphabetismus oder körperliche und geistige Behinderungen sein. Der Rechtszugang von sich illegal aufhaltenden Personen (sog. Sans-Papiers) ist besonders prekär. Sie fürchten bei Anzeige einer Streitigkeit, des Landes verwiesen zu werden.
Seit einiger Zeit gefährden hohe Kostenrisiken die Rechtsweggarantie. Insbesondere in der Zivilrechtspflege, aber auch im öffentlichen Verfahrensrecht erheben die Gerichte immer höhere Gerichtsgebühren. Zum Teil müssen die Gerichtskosten vollständig vorgeschossen werden, was weniger Vermögenden den Zugang erschwert. Die unentgeltliche Rechtspflege kommt nur dann zum Zug, wenn die Prozesspartei mit dem Existenzminimum leben muss. Die Prozesskosten in Kombination mit der Vorschusspflicht haben «ein Ausmass erreicht, welches dem Grossteil der Bevölkerung die Führung eines Prozesses mit hohem Streitwert faktisch verunmöglicht».

## Staatshaftung
Die Staatshaftung ist weder ein klassisches formelles noch materielles Element der Rechtsstaatlichkeit; sie steht aber in enger Verbindung zur Rechtssaatsidee. Das Staatshaftungsrecht ist dort von Bedeutung, wo der Rechtsschutz eher schwach ausgeprägt ist: im formfreien Verwaltungshandeln. Typisches Beispiel ist das Agieren von Polizeibehörden, die mitunter erheblich in die Grundrechte eingreifen, ohne dass dafür eine Verfügung existiert. Es handelt sich bei derartigem Handeln um Realakte. Die «Quintessenz» des schweizerischen Staatshaftungsrechts ist, dass etwaige Ansprüche eines Geschädigten nur gegenüber dem Staat, nie gegenüber den Staatsangestellten bestehen.
Das Staatshaftungsrecht erfordert vom Gemeinwesen eine Auseinandersetzung mit seinen früheren Handlungen. Für den Fall, dass ein Schaden entstand, muss es Entschädigungen zahlen. Das Staatshaftungsrecht steht dabei in einem immerwährenden Spannungsverhältnis: Zum einen wird es als Gebot der Rechtsstaatlichkeit angesehen, dass der Staat von ihm widerrechtlich verursachte Schäden beheben soll. Zum anderen droht bei exzessiven Haftungsansprüchen die Lähmung des Gemeinwesens.
Auf Bundesebene ist das Verantwortlichkeitsgesetz die Grundlage für das Staatshaftungsrecht. Voraussetzung ist, dass der Bund widerrechtlich gehandelt hat. Werden Schäden durch rechtmässiges Handeln verursacht, greifen mitunter andere Bestimmungen – etwa das Grundrecht auf Eigentum, das bei Enteignung einen Anspruch auf vollständige Entschädigung verbrieft, oder Art. 429 StPO, der dem Freigesprochenen Schadensersatz und Genugtuung zuspricht. Die Kantone regeln ihr Staatshaftung selbst, und zwar sowohl im Bereich hoheitlicher Aufgaben als auch in ihrer gewerblichen Tätigkeit (Art. 61 OR). Die meisten Kantone erliessen Haftungsgesetze oder entsprechende Bestimmungen, nur in den Kantonen Uri und Appenzell Ausserrhoden ist die Kantonsverfassung die einzige Grundlage der Staatshaftung.

## Der Rechtsstaat in ausserordentlichen Lagen
Rechtsstaatliche Prozesse sind, weil die Entscheidungsbefugnisse auf unterschiedliche Staatsorgane verteilt sind und insbesondere in Parlamenten auf der Suche nach Kompromissen gerungen wird, naturgemäss langsam. Indessen können Situationen eintreten, die die öffentliche Ordnung oder die äussere oder innere Sicherheit unmittelbar bedrohen und daher unverzüglich Massnahmen erfordern. Da das Gesetzgebungsverfahren nicht zur Bewältigung solcher ausserordentlicher Lagen taugt, werden dem Bundesrat umfassende Kompetenzen übertragen. In Zeiten sachlicher und zeitlicher Dringlichkeit müssen situationsbedingt Abstriche an rechtsstaatlichen Prinzipien gemacht werden: Macht wird tendenziell in der Exekutive konzentriert, während die Legislative an Einfluss verliert. So wird die Rechtsetzung dem demokratischen Diskurs entzogen. Ausserdem sind weitreichende, flächendeckende Grundrechtseinschränkungen möglich, und das Legalitätsprinzip wird relativiert. Um den Zustand und das Wesen eines Rechtsstaats beurteilen zu können, ist die Frage, wer ihn (zumindest teilweise) ausser Kraft setzen kann, von grosser Bedeutung. Daher sagte Carl Schmitt: «Souverän ist, wer über den Ausnahmezustand entscheidet.»
Das Notrecht (Art. 184 Abs. 3 BV, Art. 185 Abs. 3 BV) regelt die Kompetenzordnung in diesen Fällen. Der Bundesrat ist befugt, auf sechs Monate befristete (Art. 7d RVOG) Verordnungen und Verfügungen zur Abwendung der Gefahren zu erlassen. Es ist umstritten, ob der Bundesrat mit Notverordnungen gegen das Gesetz – oder nur an dessen Stelle – und ausnahmsweise gegen die Verfassung verstossen darf. Die Grundsätze rechtsstaatlichen Handelns (Art. 5 BV) und die Voraussetzungen für Grundrechtseingriffe (Art. 36 BV) muss er aber immer beachten. Darüber hinaus wird die Anwendung von extrakonstitutionellem Notrecht als zulässig erachtet, wenngleich keine kodifizierten Notstandsgesetze existieren.